# Vida József (jogász)
Vida József (Körmend, 1833. március 2. – Kassa, 1876. június 20.) jogi doktor, jogakadémiai tanár, költő.

## Élete
Vida János szabómester és Gerencsér Róza fia. A gimnáziumot Szombathelyen végezte. 1853 októberében Pestre ment joghallgatónak. 1856-tól Jókai Mór pártfogásával a Vasárnapi Ujságban megjelent költeményeivel figyelmet keltett; Pákh Albert leszerződtette újdonságok és egyéb apróságok írására. E minőségben működött 1862-ig. 1860-ban jogdoktori oklevelet nyert. 1862-ben az egri érseki jogakadémiára kapott meghívást; ekkor elhagyta a fővárost. Egerben megnősült és az Eger című hetilapot megindította és szerkesztette 1863. július 2-tól 1871 augusztusig. Felesége 1872-ben meghalt, ez Vidát rendkívül lesújtotta. 1871. augusztus 10-én áthelyezték a királyi jogakadémiához Kassára, ahol egészen elvonultan élt. Pestről távozása után alig jelent meg tőle valami. 1876-ban beküldött a Fővárosi Lapoknak egy költeményt: Ahhoz a kaszás úrhoz címmel, melyben az őt fenyegető halállal gúnyolódik, ezen utolsó költeménye éppen 1876. június 20-án Kassán történt halála hírével egyszerre jelent meg.
Humoros és tréfás dalai, egészséges, bár néha nyers zsánerképei, magyaros ritmusérzéke, Petőfire emlékeztető modora a maga idején kedvelt költővé tették.
Pesten tartózkodása ideje alatt csaknem minden szépirodalmi lapban jelentek meg költeményei, így a Vasárnapi Ujságon kívül a Hölgyfutárban (1857-1861), a Családi Körben, a Divatcsarnokban (1856, 1858-59), a Szépirodalmi Figyelőben, a Koszorúban, a Fővárosi Lapokban, a Szépirodalmi Közlönyben (1858), a Nővilágban (1857, 1858), a Részvét naptárában stb. A Magyar Sajtó minden szombati számában tette közzé humorisztikus tárcáját.
Álneve: Kacsaközi.

## Művei
- Nemzeti koszoru. Költemények. Pest, 1860. (Ism. Szépirodalmi Figyelő 1861. 13., 14. sz. Arany Jánosnak itt közölt kedvezőtlen jegyzete hozzájárult a költő elkedvetlenedéséhez.) Online

Az Igazmondó és Abafi Figyelője 1876-ban közöltek hátrahagyott költeményeiből.